# Centulle VI. (Béarn)
Centulle VI. († 17. Juli 1134 bei Fraga) war ein Vizegraf von Béarn. Er war ein Sohn des Vizegrafen Gaston IV. des Kreuzfahrers und der Talesa von Aragonien.
Wie schon sein Vater beteiligte sich Centulle an der Reconquista und unterstützte den mit ihm verwandten König Alfons I. von Aragón im Kampf gegen die Almoraviden. Dabei fiel er 1134 in der Schlacht von Fraga.
Weil er keine Kinder hatte folgte ihm seine Schwester Guiscarde und deren Mann Vizegraf Peter II. von Gabarret.

## Einzelnachweis
1. ↑  Chronica Adefonsi imperatoris §57, hrsg. in Englisch von S. Barton und R. Fletcher in: The World of El Cid: Chronicles of the Spanish Reconquest (2000), S. 188

| Vorgänger                  | Amt                          | Nachfolger |
| -------------------------- | ---------------------------- | ---------- |
| Gaston IV. der Kreuzfahrer | Vizegraf von Béarn 1131–1134 | Guiscarde  |

| Personendaten    | Personendaten                                |
| ---------------- | -------------------------------------------- |
| NAME             | Centulle VI.                                 |
| ALTERNATIVNAMEN  | Centulle VI de Béarn; Centulle VI. von Béarn |
| KURZBESCHREIBUNG | Vizegraf von Béarn, Reconquistador           |
| GEBURTSDATUM     | 12. Jahrhundert                              |
| STERBEDATUM      | 17. Juli 1134                                |
| STERBEORT        | Fraga                                        |